# 皺胃

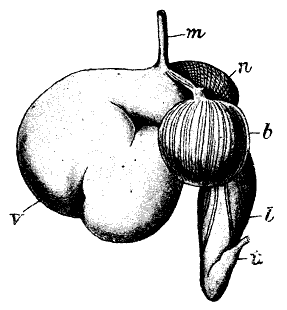
牛的胃：m—食管终端，v—瘤胃，n—网胃，b—重瓣胃，l—皱胃，t—小肠开端

皺胃，又名真胃，是反刍动物的第四个胃，基本構造與功能與單胃动物的胃相似，可分泌胃酸与消化酶，消化食物中的蛋白质和脂肪。同時瘤胃与蜂巢胃中寄生的微生物進入了皺胃也会被消化成蛋白质，為動物提供更多的營養。

## 功能
皱胃是四个胃中唯一能够分泌包括盐酸、胃蛋白酶、凝乳酶等在内的消化液的胃，功能上基本对应人类的单胃，也由此获名“真胃”。
组织学上到前三个胃为止具有与食道相同的复层扁平上皮，而皱胃有着与肠相似的单层柱状上皮就足见它的特殊。经过了皱胃的化学性消化，食糜才能进入肠进行吸收。